# Ophrynia summicola
Ophrynia summicola là một loài nhện trong họ Linyphiidae.
Loài này thuộc chi Ophrynia. Ophrynia summicola được miêu tả năm 1986 bởi Rudy Jocqué & Scharff.